# Dash (kriptovaluta)
Dash (prije pod imenima Darkcoin i XCoin) je peer-to-peer kriptovaluta otvorenog koda. Na vrhu skupa pojavnih osobina bitcoina, trenutno nudi istovremene transakcije (InstantSend), privatne transakcije (PrivateSend) i operira samoupravljajućim i samofondirajućim modelom koji omogućuje dashevoj mreži plaćati pojedincima i poslovnim subjektima izvoditi radove koji dodaju vrijednost mreži. Dasheva decentralizirana uprava i proračunski sustav čine ga decentraliziranom autonomnom organizacijom (DAO).